# North American B-25 Mitchell
Норт Американ B-25 «Митчелл» (англ. North American B-25 Mitchell) — американский двухмоторный цельнометаллический пятиместный бомбардировщик среднего радиуса действия.

## Общие сведения
Когда Военно-воздушное ведомство США выдвинуло условия конкурса на новый двухмоторный бомбардировщик, ответом компании North American Aviation стал проект под кодовым названием NA-40, который представлял собой двухмоторный самолёт с высоким расположением крыла, шасси с третьим колесом в носовой части фюзеляжа, и который был способен нести боевую бомбовую нагрузку в 544 кг. Защитное вооружение составляли пулемёты калибра 7,62 мм, расположенные в носовой и хвостовой частях, а также в специальных окнах по бортам самолёта.
Прототип был построен на фабрике в г. Инглвуд (Inglewood) и совершил свой первый полёт в январе 1939 года под управлением лётчика-испытателя Пола Бэлфора (англ. Paul Balfour). Самолёт приводился в движение двумя двигателями Pratt & Whitney R-1830-S6C3-G мощностью 1100 л. с. каждый, которые однако, были вскоре заменены на два двигателя Wright CR-2600-A71 Cyclone, мощностью по 1300 л. с. Эта модель получила обозначение NA-40-2, и в марте была представлена комиссии ВВС США для лётных испытаний. Этот самолёт потерпел крушение через две недели в результате ошибки пилота.
Представители ВВС были вполне довольны теми показателями, который потенциально могла показать новая машина, однако компанию попросили рассмотреть возможность доработки проекта до варианта среднего бомбардировщика, и North American приступила к этой работе и присвоила новому проекту обозначение NA-62. В сентябре 1939 основные работы были закончены и в том же месяце самолёт был заказан к производству. Контракт был подписан на производство 184 машины под обозначением B-25. В конструкцию были по ходу внесены незначительные изменения, в частности, кабина пилотов была переработана таким образом, что первый и второй пилот могли сидеть рядом друг с другом, а не располагаясь тандемом, как в модели-прототипе, крылья были перемещены сверху в середину фюзеляжа и бомбовая нагрузка была несколько увеличена. На самолёт было решено поставить новые двигатели Wright R-2600-9 Cyclone и усилить оборонительное вооружение.
B-25 был назван в честь пропагандиста приоритетного развития Американских ВВС Уильяма Митчелла (William «Billy» Mitchell), и первая серийная машина поднялась в воздух 19 августа 1940 года. 
Первые девять самолётов уже покинули ворота завода, когда была обнаружена конструктивная ошибка, приводившая к снижению устойчивости во время горизонтального полёта. В конструкцию крыла были внесены необходимые изменения и проблема была решена.

## Производство
|       | 1     | 2     | 3     | 4     | 5     | 6     | 7     | 8     | 9     | 10    | 11    | 12    | Всего |
| ----- | ----- | ----- | ----- | ----- | ----- | ----- | ----- | ----- | ----- | ----- | ----- | ----- | ----- |
| 1940  |       |       |       |       |       | 1     |       |       |       |       |       |       | 1     |
| 1941  |       | 5     | 8     | 9     | 4     | 28    | 10    | 14    | 11    | 30    | 9     | 43    | 171   |
| 1942  | 18    | 55    | 151   | 128   | 89    | 129   | 152   | 123   | 183   | 96    | 174   | 256   | 1554  |
| 1943  | 214*  | 229   | 235   | 259   | 271   | 290   | 266   | 221   | 182   | 250   | 260   | 277   | 2954  |
| 1944  | 219   | 291   | 348   | 341   | 396   | 396   | 284   | 281   | 285   | 275   | 286   | 275   | 3677  |
| 1945  | 315   | 220   | 236   | 177   | 177   | 163   | 122   | 50    |       |       |       |       | 1460  |
| Всего | Всего | Всего | Всего | Всего | Всего | Всего | Всего | Всего | Всего | Всего | Всего | Всего | 9817  |

*включая один XB-25E

## Варианты и применение

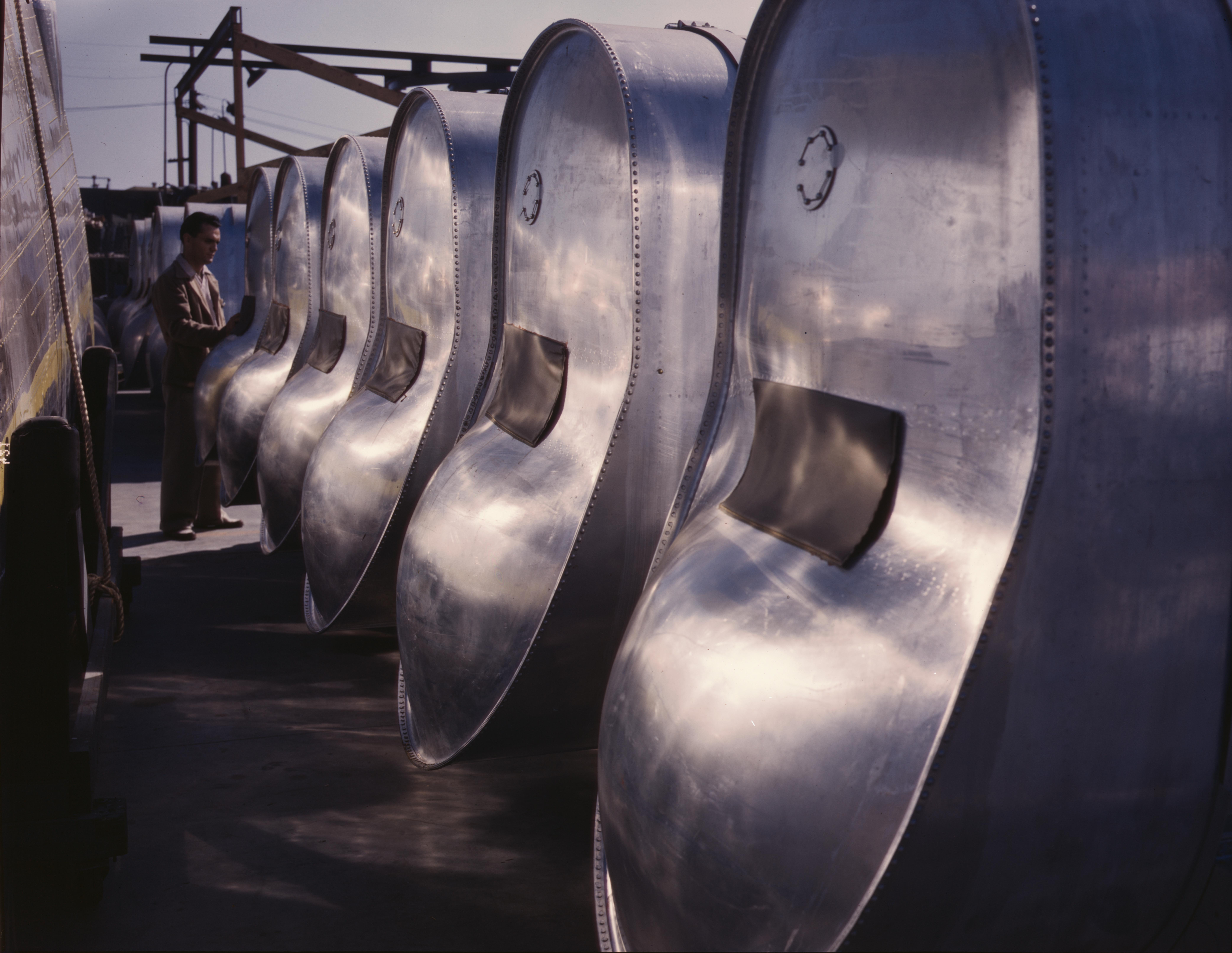
Топливные баки B-25

- Введение в конструкцию самолёта протектированных топливных баков и усиление защиты экипажа за счёт установки дополнительных броневых пластин привело к созданию новой модификации известной как B-25A. Эти машины были произведены в количестве 40 штук, и именно этот вариант первым принял участие в боевых действиях в составе 17 Бомбардировочной группы и записал на свой счёт первую победу, когда 24 декабря 1941 года японская подводная лодка была потоплена у западного побережья США.
- В модификации B-25B было выпущено примерно 120 машин. Эта модель имела пулемётные турели сверху и снизу фюзеляжа, управлявшиеся при помощи электрического привода и укомплектованные двумя 12,7-мм пулемётами каждая. B-25B были посланы в Австралию в 1942 году для усиления бомбардировочной группировки США в этом регионе. Кроме того, именно эти самолёты стали знамениты благодаря рейду на Токио, совершенному 18 апреля 1942 года, под командованием полковника Джеймса Дулиттла (James H. Doolittle). Для этой цели 16 несколько модифицированных самолётов взлетели с авианосца «Хорнет» и нанесли удары по целям в Токио, Кобе, Йокогаме, и Нагойе, после чего в большинстве своём достигли территории Китая и СССР.
- Через некоторое время ВВС США разместили заказ на две партии самолётов в 63 и 300 машин под обозначением B-25C. Самолёт имел автопилот в качестве штатного оборудования, двигатели Wright R-2600-13 и дополнительные бомбовые подвески под крыльями и фюзеляжем, которые позволяли нести восемь 113 килограммовых бомб и 907 килограммовую торпеду. Общая бомбовая нагрузка была доведена до 2359 кг. Ещё один заказ на B-25C поступил от ВВС Нидерландов, и составлял 162 машины. Эти самолёты предполагалось использовать для службы в Голландской Ост-Индии, однако поставка так и не была осуществлена, а самолёты были направлены в Великобританию и СССР. После этого последовало ещё два заказа на 150 самолётов — каждый для поставки в СССР, Китай и Великобританию.

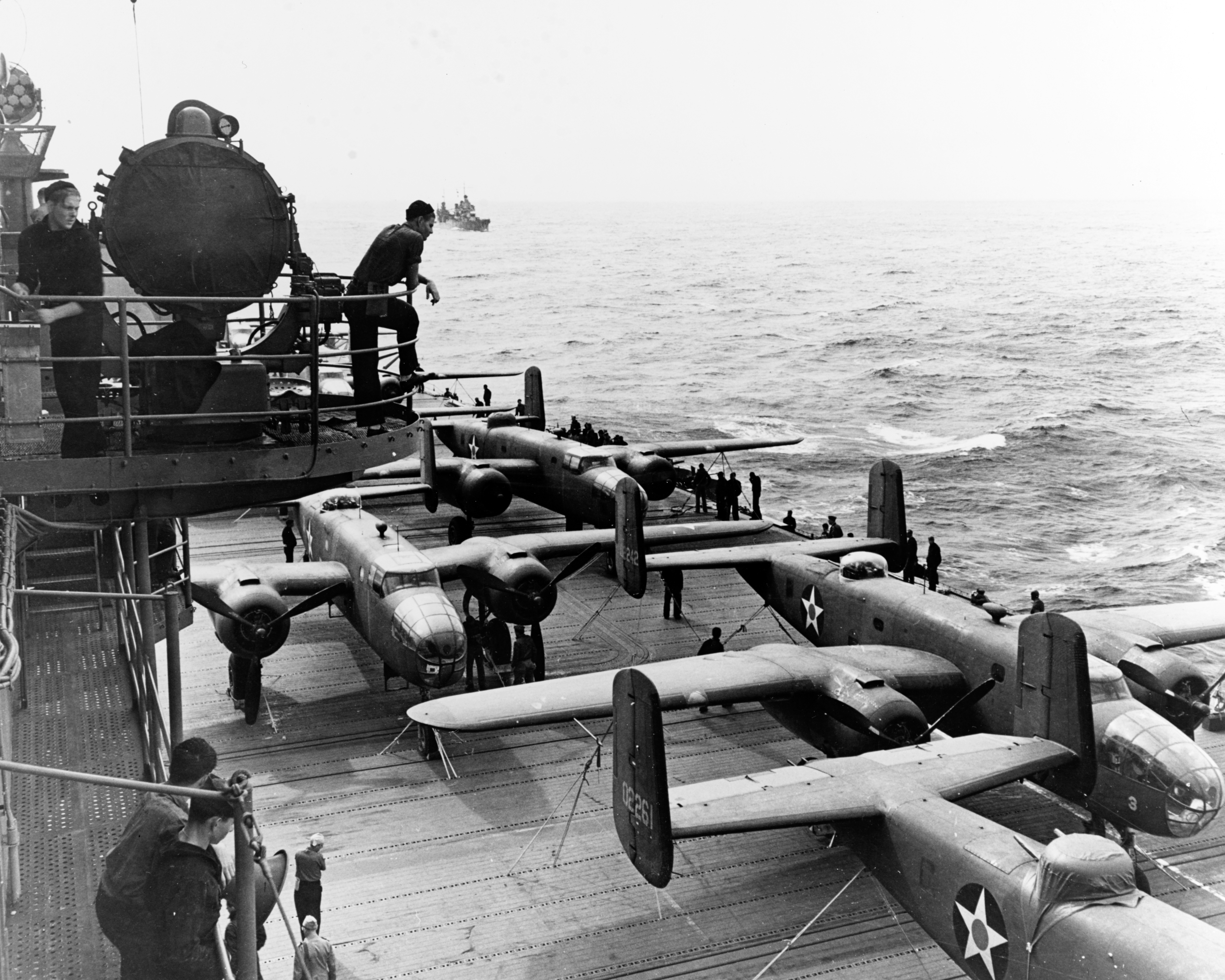
B-25 Митчел, на борту авианосца «Хорнет», 18 апреля 1942 года

- Из серийных B-25C были выбраны два самолёта и с ними проводились эксперименты по испытанию противообледенительного оборудования. Эти машины известны под обозначениями XB-25E и XB-25F. На первом испытывалась система, использовавшая выхлопные газы, а на втором были применены электрические нагревательные элементы.
- Следующая модификация B-25D мало чем отличалась от предыдущей и выпускалась на заводе в Канзас-Сити, который принадлежал правительству США, однако находился под управлением North American. Здесь были изготовлены сначала 1200 машин, а затем ещё одна партия из 1090 самолётов.
- Специально для атак на японские корабли была разработана модель B-25G, на которую в носовой части устанавливали 75-мм пушку, в боевой комплект которой входил 21 снаряд весом 6,8 кг. Всего было построено около 400 машин этой версии. Они несли службу в составе Воздушных сил США на Тихом океане с февраля 1944 года.
- Самой большой огневой мощью обладал B-25H, 1000 которых была построена на заводе в Инглвуде. 75-мм пушка была заменена на более лёгкую модель, но в дополнение к ней в носовой части были вмонтированы четыре 12,7-мм пулемёта, ещё два ствола установили в выступах с правой и левой сторон фюзеляжа чуть ниже кабины пилота. Турель, снабженная двумя пулемётами, была передвинута ближе к кабине, ещё по два пулемёта располагались по бортам машины и спаренный пулемет монтировался в хвостовой части. В дополнение к этому, B-25H был способен нести бомбовую нагрузку в 1361 кг бомб и торпед.
- За ним последовал B-25J, рассчитанный на то же количество бомб. Этот самолёт имел полностью остеклённую носовую часть с установленным там бомбовым прицелом, что заставило уменьшить носовое вооружение. Однако более поздние экземпляры имели сплошную носовую часть, в которой устанавливались восемь 12,7-мм пулемётов, что довело общее количество стрелкового вооружения до 18 единиц. Кроме того, самолёт был способен нести восемь ракет на подкрыльных подвесках. ВВС США подписали контракт на 4805 машин в модификации B-25J, однако в связи с окончанием войны заказ на 415 последних машин отменили, а ещё 72 самолёта хотя и были построены, но так и не были поставлены ВВС США. Эта модель выпускалась на заводе в Канзас-Сити.
- В качестве самолёта-разведчика использовалась модель под кодовым номером F-10, которая впервые была представлена в 1943 году. Для этой цели использовали 10 самолётов B-25D, убрав с них стрелковое вооружение, разместив дополнительные топливные баки в бомбовых отсеках и установив камеры в хвостовой и носовой частях фюзеляжа.
- Шестьдесят самолётов, среди которых были B-25D, B-25G, B-25C и B-25J были в 1943—1944 годах переделаны в тренировочные и учебные самолёты под обозначениями AT-25A, AT-25B, AT-25C и AT-25D. После окончания войны ещё более 600 самолётов последних моделей подверглись подобной переделке. В период между 1951 и 1954 годами две партии самолётов (117 и 40 машин) было переоборудовано в летающие классы, где происходила подготовка специалистов для управления радарами управления огня, Hughes E-1 и Hughes E-5 соответственно.
- «Митчелл» поставлялся так же и для ВМС США. Первоначально предполагалось дать всей партии самолётов единое обозначение VMB-413, однако впоследствии службу несли машины известные под обозначениями PBJ-1C (50 единиц), PBJ-1D (152 единицы), PBJ-1G (1), PBJ-1H (248) и PBJ-1J, где последние буквы в обозначении соответствовали тем же буквам в обозначениях B-25.

## B-25 Митчелл за пределами США
«Митчеллы» поставлялись по ленд-лизу в ВВС Великобритании и предназначались, прежде всего, для замены самолётов Дуглас Бостон (Douglas Boston) и Lockheed Ventura. Их предполагалось использовать в основном для проведения дневных налётов. Первые 23 «Митчелла» B-25B были поставлены англичанам в мае и июне 1942 года. Поначалу самолёты были направлены в Нассау на Багамские острова, где была сформирована тренировочная эскадрилья, в которой проходили подготовку британские пилоты. Во второй половине 1942 года в Великобританию начали поступать B-25C, и подготовленные на Багамах команды стали возвращаться на родину и заступать на боевую службу. После того как были решены вопросы состыковки американских самолётов и британского вооружения, бомбардировочные эскадрильи приступили к выполнению боевых задач. 
Первый боевой вылет состоялся 22 января 1943 года, когда самолёты из 98-й и 180-й бомбардировочных эскадрилий Королевских ВВС нанесли удар по нефтехранилищу в Генте. Использование самолётов продолжалось с нарастающей интенсивностью в течение 1943 и 1944 годов, и особо заметную роль они сыграли при выполнении тактических задач союзников во время высадки во Франции в июне 1944 года. По мере продвижения войск союзников вглубь континентальной Европы, эскадрильи, оснащённые «Митчеллами», были передислоцированы в Бельгию и Францию. 
На последнее боевое задание на европейском театре B-25 вылетели 2 мая 1945 года, когда 47 самолётов атаковали военные склады под Потсдамом. 
 
Всего в Великобританию было поставлено 886 самолётов, из них 23 — B-25B, 432 — B-25C, 113 — B-25D и 316 B-25J. После войны эти самолёты довольно быстро вышли в отставку, но известно, что три последних экземпляра (B-25G) несли службу в Метеорологическом исследовательском бюро в Фарнборо, как минимум до 1950 года.
Помимо английских лётчиков, под единым командованием Королевских ВВС были сформированы голландская, польская и французская эскадрильи. После окончания Второй мировой войны голландская и французская эскадрильи вернулись в свои страны и им было разрешено забрать свои боевые машины с собой.

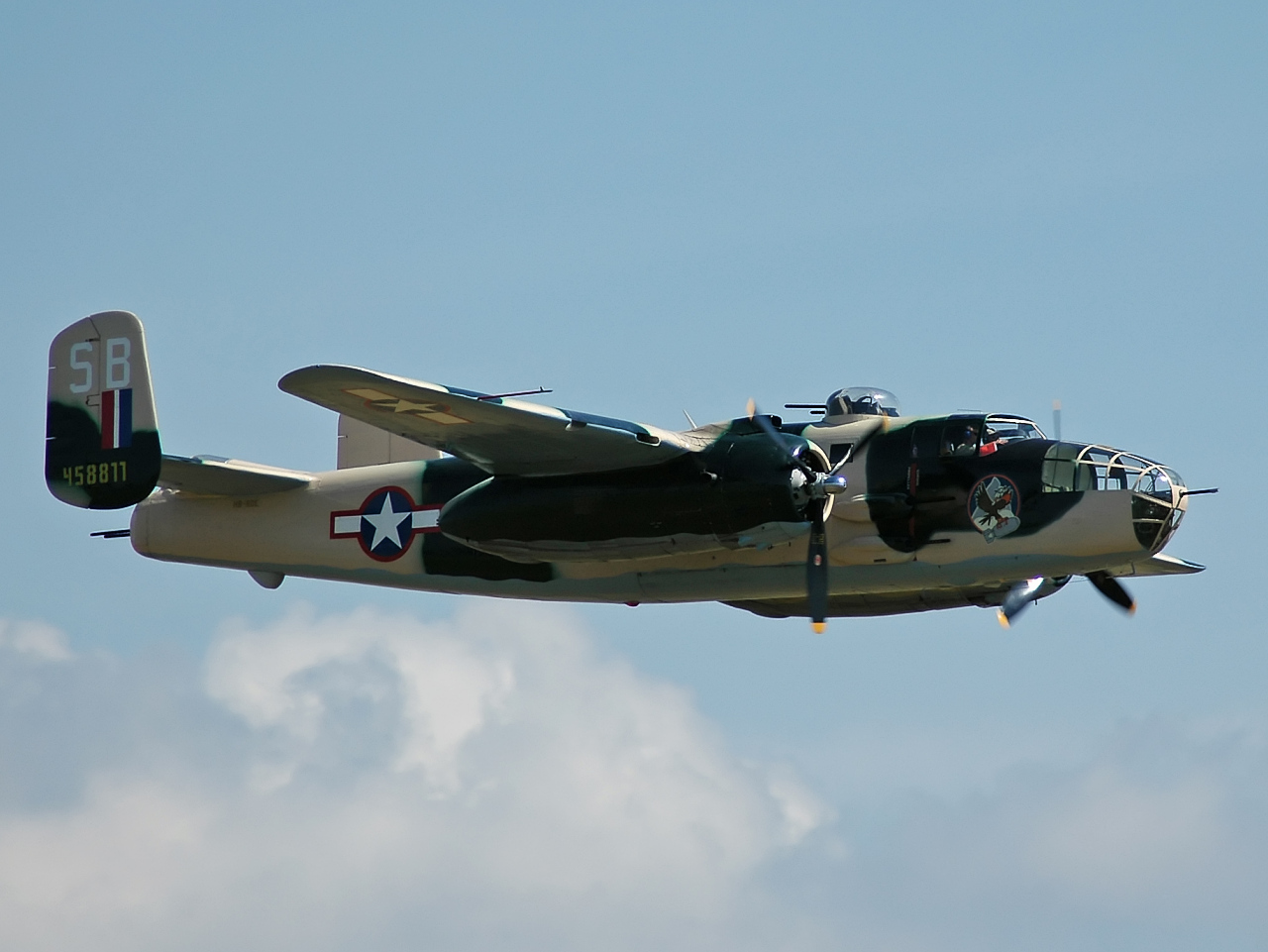
Норт Америкэн B-25J-35 Митчелл, ВВС США

Во время войны голландские лётчики проходили подготовку на B-25 в летной школе в штате Миссури. В Австралии в Канберре была сформирована 18-я эскадрилья, в основном укомплектованная голландскими лётчиками. Эта часть приняла активное участие в боевых действиях на Тихом океане. После окончания Второй мировой войны, эскадрилья была переведена на Яву и приняла участие в конфликте между Голландией и Индонезией. После прекращения огня, результатом чего стала ликвидация Голландских воздушных сил на Дальнем востоке, самолёты перешли в пользование правительства Индонезии и из них было сформировано первое бомбардировочное подразделение ВВС этой страны. 
50 самолётов B-25D и B-26J было на вооружении Королевских ВВС Австралии в составе 2-й и 119-й Бомбардировочных эскадрилий.
B-25 «Митчелл» поставлялся в ВВС Китайской Республики и после Китайской революции часть машин перешла к правительству КНР, а часть перелетела на Тайвань. 

В СССР по ленд-лизу было поставлено 807 самолётов различных модификаций (восемь из них были потеряны в результате авиакатастроф при перегоночных перелётах).  

В Южной Америке, «Митчеллы» состояли на вооружении армий Бразилии, Венесуэлы, Кубы, Перу, Колумбии, Чили, Мексики, Уругвая.
Небольшое количество самолётов было передано ВВС Великобритании в Канаду, часть из них после доработки и приведения их в соответствие со стандартом F-10, использовались в качестве разведывательных самолётов. Последние машины этой модификации были списаны в октябре 1948 года. Остальные несли службу в двух лёгких бомбардировочных эскадрильях вплоть до 1958 года. Несколько самолётов было переделано в представительские транспорты и их использование в таком виде завершилось в 1960 году.

## Тактико-технические характеристики

B-25J Митчел

### Технические характеристики
- Экипаж: 6 (два пилота, штурман, бортинженер, стрелок-радист, стрелок)
- Длина: 16,1 м
- Размах крыла: 20,6 м
- Высота: 4,8 м
- Площадь крыла: 57 м²
- Масса пустого: 9580 кг
- Масса снаряженного: 15200 кг
- Максимальный взлетная масса : 19000 кг
- Двигатель: 2× Wright R-2600 «Cyclone» по 1850 л. с. (1380 кВт) каждый

### Лётные характеристики
- Максимальная скорость: 442 км/ч
- Крейсерская скорость: 370 км/ч
- Боевой радиус: 2170 км
- Перегоночная дальность: 4300 км
- Практический потолок: 7600 м
- Скороподъёмность: 4 м/с
- Нагрузка на крыло: 270 кг/м²
- Энерговооружённость: 182 Вт/кг

### Вооружение
- Пулемёты: 12× .50 калибра (12,7 мм) M2
- Бомбовая нагрузка: 2800 кг

## Эксплуатанты

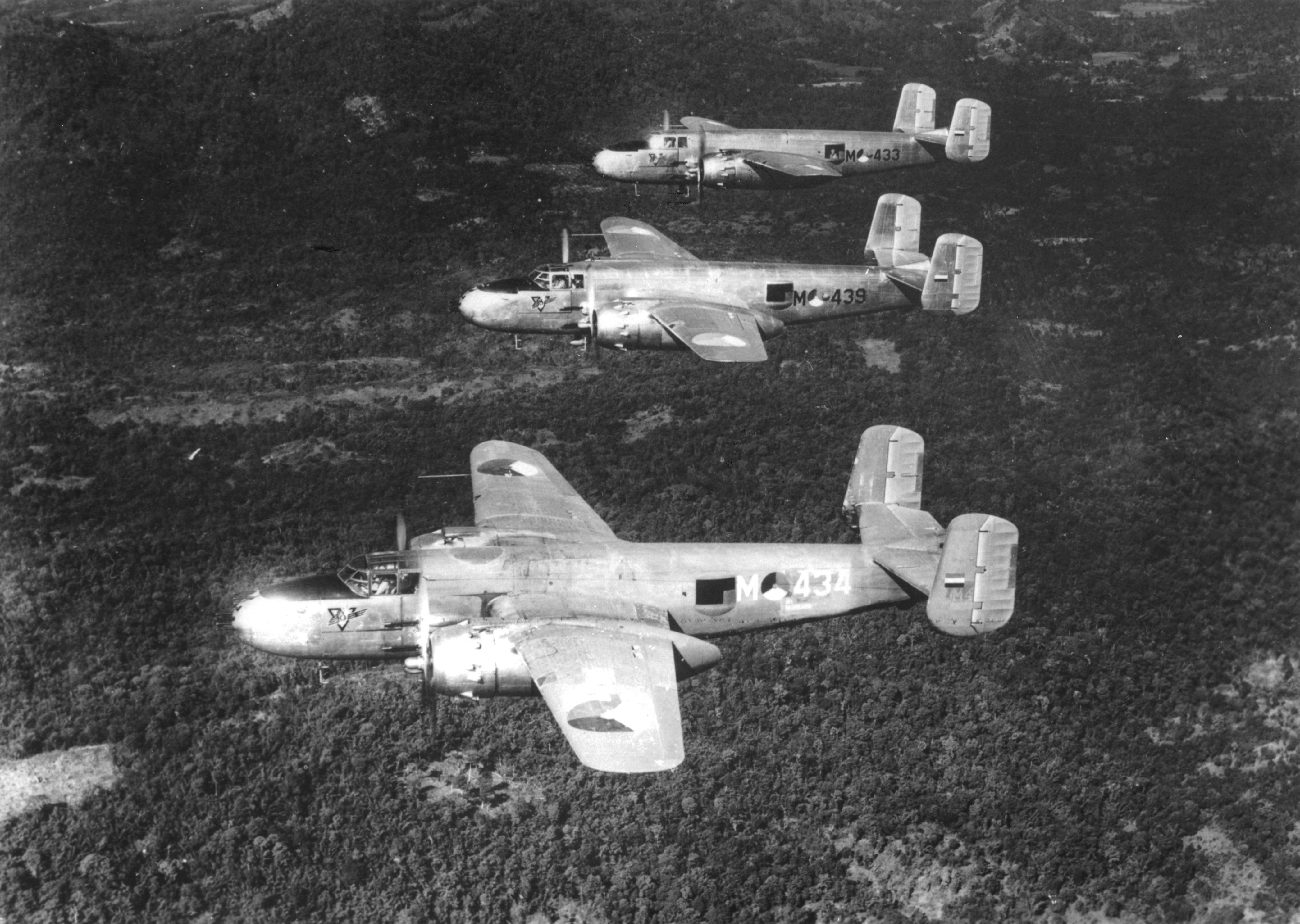
Группа B-25J из 16-й эскадрильи ML-KNIL, сформированной в 1946, во время войны за независимость Индонезии. Использовались для наземной поддержки, поэтому нижние стрелковые башни демонтировались.

США
- ВВС Армии США[англ.]
- авиация ВМС США: получено 706 самолётов, большая часть позже передана морской пехоте.[3]
- авиация КМП США

 Великобритания
- Royal Air Force: получено более 700 самолётов[a][4]: эскадрильи №№ 98, 180, 226, 305 (польская), 320 (нидерландская), 342 (французская), 681, 684 и 111-й учебный отряд на Багамах. В большинстве британских частей позже были заменены на "Москито"
- ВВС Флота Великобритании (Fleet Air Arm): испытывался 1 самолёт

 Канада
- Королевские ВВС Канады: 164 самолёта использовались как бомбардировщики, транспортные, учебные и для выполнения различных заданий —, в частности эскадрильи № 13 (P) и 406-я вспомогательныя.

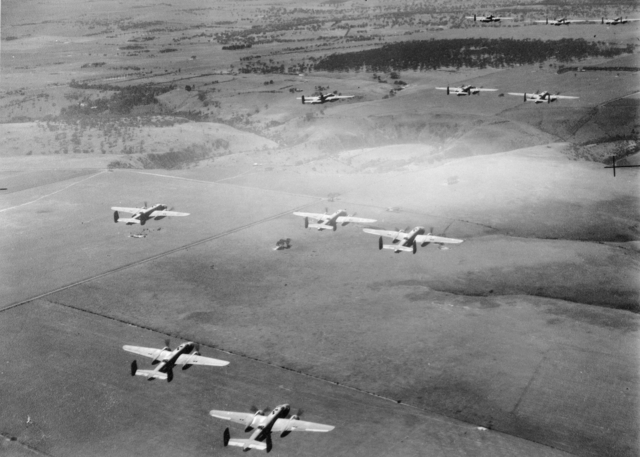
B-25 из 18-й (нидерландской) эскадрильи во время учебного полёта близ Канберры, 1942 г.

 Австралия
- ВВС Австралии: – 50 самолётов, 4 эскадрильи (2-я[5] и три смешанных с нидерландскими (ML-KNIL), №№ 18, 19, 119. Австралийские самолёты после войны заменялись на "Канберры".

 Нидерланды
- ВВС Нидерландов: армейская авиация Нидерландской Восточной Индии (ML-KNIL; 1942–1950): 149 самолётов (первоначально 3 смешанных (с ВВС Австралии) эскадрильи); применялись во время Второй мировой войны и Войны за независимость Индонезии — №№ 18,19 (транспортная),119. Позже также нидерландские 16-я (бомбардировочная) и 20-я (транспортная) эскадрильи. Кроме этого также 107 самолётов на европейском ТВД в составе 320-й (нидерландской) эскадрильи RAF.

 Польша
- ВВС Польши (Польские ВВС во Франции и Великобритании ): в составе 305-й ("Ziemia Wielkopolska") эскадрильи RAF

 Франция
- ВВС «Свободной Франции» 18 шт; в частности, в 342-й (французской) эскадрилье RAF.
- Авиация ВМС Франции: 11 самолётов.

 СССР
- ВВС СССР: всего получено 866 B-25 модификаций C, D, G*, и J[6].  * только испытывался (5).

 Франкистская Испания
- ВВС Испании: интернированный в 1944 году американский самолёт (с/н 41-30338) использовался в 1948-1956 гг.[7]

 Китайская Республика
- ВВС Китайской Республики: более 180 самолётов, ими заменялись советские СБ; в боях с августа 1943 года.

 Китай
- ВВС КНР: трофейные, бывшие гоминьдановские (не более 10).

 Индонезия
- ВВС Индонезии: к 1950 году получено несколько бывших нидерландских B-25J. Последний из них служил до 1979 г.

 Аргентина
- Перевозивший контрабанду частный TB-25N (бывший американский, с/н 44-31173, зарегистрированный в июне 1961 года как LV-GXH), в 1971 году был конфискован властями провинции и передан в Empresa Provincial de Aviacion Civil de San Juan, где работал до списания в 1976 году из-за отказа обоих двигателей. Сейчас восстанавливается[8].

 Боливия
- ВВС Боливии: 13 самолётов

 Бразилия

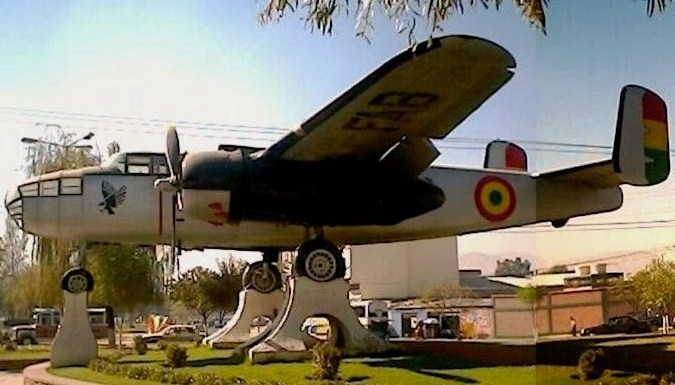
B-25J ВВС Боливии.

- ВВС Бразилии 75 самолётов, включая модификации B, C, и J.

 Венесуэла
- ВВС Венесуэлы: 24 самолёта.

 Доминиканская Республика
- ВВС Доминиканской Республики: 5 самолётов.

 Колумбия
- ВВС Колумбии: 3 самолёта.

 Куба
- Авиационный корпус армии Кубы: 6 самолётов

 Мексика
- ВВС Мексики 3 полученных в декабре 1945 года B-25J, служили по меньшей мере до 1950 г.[9]
- 8 машин были зарегистрированы как гражданские, включая один, записанный за Банком Мексики, но фактически использовавшийся Президентом страны.[10].

 Перу
- ВВС Перу: из полученных в 1947 году B-25J в Таларе была сформирована 21-я бомбардировочная эскадрилья.

 Уругвай
- ВВС Уругвая: 15 самолётов.

 Чили
- ВВС Чили: 12 самолётов.

 Биафра
- ВВС Биафры: 2 самолёта[11].

## В искусстве и массовой культуре
- В-25 упоминается в романе Джозефа Хеллера «Уловка-22», а в экранизации романа были сняты 18 самолётов, на которые хватило денег в бюджете фильма, 1 неисправный сожгли при сцене аварии, а 17 взлетали в кадре.
- В-25 упоминается в детективной повести Лайалла Гэвина «Сценарий со стрельбой», в которой B-25 с импровизированным вооружением используется в государственном перевороте в некоей латиноамериканской стране.
- В-25 показаны во второй половине фильма «Пёрл-Харбор», где происходит бомбардировка Токио.
- В-25 можно увидеть в фильме «1941» Стивена Спилберга.
- В-25 можно увидеть в фильме «Вечно молодой»
- В-25 можно увидеть в фильме «Запрещённый приём»
- В-25 можно увидеть в начале фильма «Мидуэй» (1976) (кадры взяты из фильма «Тридцать секунд над Токио»)
- В-25 можно увидеть в фильме «Мидуэй» (2019)
- В-25 можно увидеть в фильме «Тридцать секунд над Токио»
- В фильме «Ганновер-стрит » герой Харрисона Форда, пилот B-25, который, во время одного из заданий, сбивают над Францией.
- В-25 фигурирует в 1 серии 2 сезона оригинального сериала «Сумеречная зона» «"Девятый король" не вернётся».

## Интересные факты
- 28 июля 1945 года бомбардировщик ВВС США B-25 «Митчелл», пилотируемый подполковником Уильямом Смитом, врезался в Эмпайр-стейт-билдинг.

Причина падения этого бомбардировщика была проверена во втором сезоне программы «Разрушители легенд» и миф получил оценку «опровергнуто».
- Советский военный лётчик Василий Васильевич Решетников, Герой Советского Союза, бывший заместитель Главнокомандующего ВВС СССР, генерал-полковник авиации, в последний раз поднялся в небо и пилотировал американский бомбардировщик «Б-25» в 2004 году, когда ему было 84 года — это произошло 13 августа 2004 года на авиашоу «Легенды авиации» в Монино. Самолёт пригнал из Австрии австрийский пилот[12].